# Выборы в Европейский парламент в Финляндии (2019)
Выборы в Европарламент в Финляндии (2019) (фин. Suomen europarlamenttivaalit 2019, швед. Europaparlamentsvalet i Finland 2019) — выборы в Европарламент, которые прошли в Финляндии 26 мая 2019 года.
Согласно опросу, проведенному Ассоциацией печатной прессы, каждый третий финн верит в то, что сторонние силы будут пытаться повлиять на исход грядущих парламентских и евровыборов.
18 апреля 2019 года партии обнародовали полный список имён кандидатов на выборы в Европарламент.
Предварительное голосование прошло в Финляндии с 15 по 21 мая. Анатилики отмечают традиционно низкую избирательную активности среди финской молодёжи.
В Европейский парламент прошли:
- Сирпа Пиетикяйнен — Коал
- Вилле Ниинистё — Зел
- Ээро Хейнялуома — СДП
- Лаура Хухтасаари — ИФ
- Маури Пеккаринен — Центр
- Хенна Вирккунен — Коал
- Хейди Хаутала — Зел
- Миапетра Кумпула-Натри — СДП
- Петри Сарвамаа — Коал
- Теуво Хаккарайнен — ИФ
- Сильвия Мудиг — Лев
- Элси Катайнен — Центр
- Нильс Турвальдс — ШНП

### Участники
- Список Партии Центра − 20 кандидат
- Список Партии НКП − 20 кандидат
- Список сдпф — 20 кандидатов
- Список Левого альянса − 20 кандидатов
- Список зелёных − 20 кандидатов
- Список ШНП − 20 кандидатов
- Список ХД − 11 кандидатов
- Список настоящих финнов − 20 кандидатов
- Список синей партии − 9 кандидатов
- Список Компартии − 20 кандидатов
- Список Финляндия — первая − 18 кандидат
- Список феминистов — 3 кандидата
- Список либералов − 7 кандидатов
- Список пиратской партии − 13 кандидатов
- Список граждан − 11 кандидатов
- Список партии защиты животных − 7 кандидатов
- Список движения 7 звёзд − 20 кандидатов
- Список подлинных финнов − 1 кандидат